# Péninsule de Yorke
Pour les articles homonymes, voir Yorke.
Cet article traite de la péninsule australienne située dans l'état d'Australie-Méridionale, et ne doit pas être confondu avec la péninsule du cap York, située dans le Queensland.

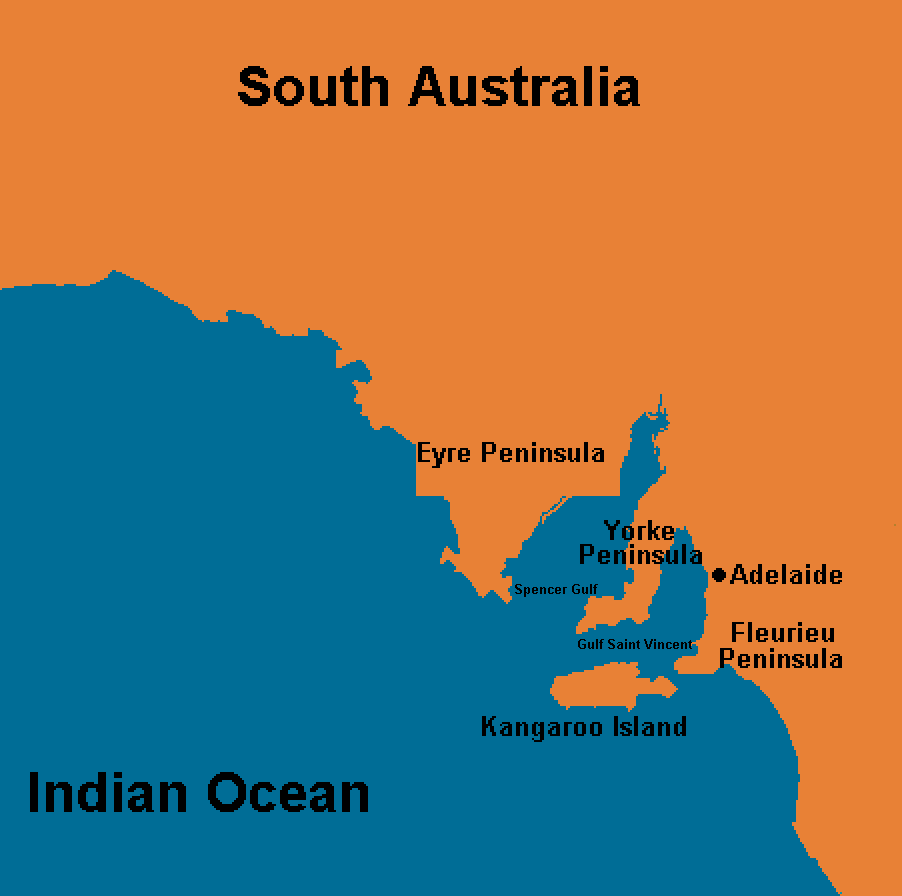
Carte de l'Australie-Méridionale montrant la péninsule de Yorke au nord-ouest d'Adélaïde.

La péninsule de Yorke est située en Australie-Méridionale, à l'ouest-nord-ouest de sa capitale, Adélaïde, entre le golfe Spencer à l'ouest et le golfe Saint Vincent à l'Est. En forme de botte dont le pied situé au sud est orienté vers l'ouest, elle mesure près de 200 km de haut sur une largeur moyenne de 50km
Avant l'arrivée des colons européens, vers 1840, elle était peuplée par les Narungga dont les descendants se sont regroupés à Point Pearce, près de l'extrémité nord du Golfe Saint Vincent.
Les principales villes de la péninsule sont celles du triangle de cuivre: Kadina (4000 h, principale ville de la péninsule), Moonta (3000h) et Wallaroo (3000 h), au nord-est de la péninsule; les centres agricoles de Maitland (1100h), Minlaton (900h) et Yorketown du nord au sud; le port de Ardrossan (900 h -exportation de dolomite-) au milieu de la côte ouest. Quelques petites villes côtières sont des points de chute pour les vacances ou la pêche des citadins d'Adélaïde. L'extrémité sud-ouest de la presqu'ile est occupée par le "parc national Innes" qui abrite émeus, kangourous, oiseaux).
La péninsule de Yorke n'a jamais été traversée par une voie ferrée. À signaler seulement la liaison entre Kadina et Wallaroo au nord de la péninsule. Région céréalière productrice d'orge, les transports se sont faits par l'océan. C'est ainsi que les villes côtières avaient souvent une jetée où accostaient ketches, schooners et autres bateaux à vapeur pour récupérer les sacs de céréales et livrer engrais et autres produits. Mais les transports routiers se sont améliorés, les céréales sont transportées en vrac et ces ports sont devenus obsolètes. Un nouveau port en eau profonde a été construit à l'extrémité sud-ouest de la presqu'île, à Port Giles et pratiquement tous les autres ports ont cessé leur activité. Ne restent plus que les ports de Wallaroo à l'extrémité nord ouest et d'Ardrossan, au sommet du golfe Saint Vincent, équipés eux aussi pour le transport en vrac.
La péninsule bénéficie d'un climat méditerranéen.